# هالیفاکس (کارولینای شمالی)
هالیفاکس (به انگلیسی: Halifax) شهری در ایالت کارولینای شمالی کشور ایالات متحده آمریکا است که جمعیت آن در سرشماری سال ۲۰۱۰ میلادی، ۲۳۴ نفر بوده‌است.